# Il romanzo del contrabbasso (racconto)

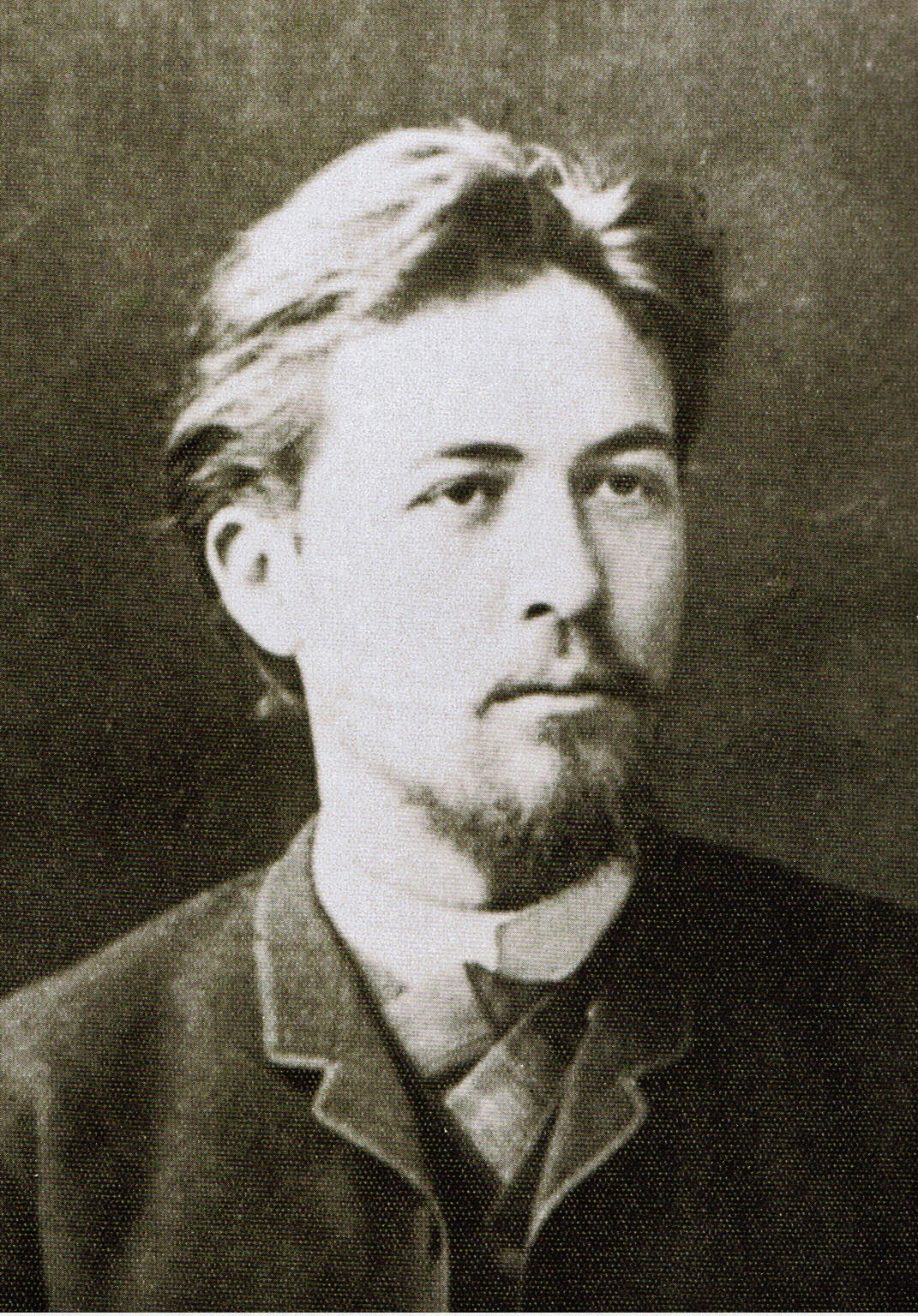
Anton Čechov (ritratto del 1889)

Il romanzo del contrabbasso (in russo Роман с контрабасом?, Roman s kontrabasom) è un racconto di Anton Čechov pubblicato per la prima volta nel giugno 1886. 

## Trama
Smyčkov, un suonatore di contrabbasso, si sta recando al palazzo del principe Bibulov dove, in occasione di una festa di famiglia, si svolgerà una serata musicale e un ballo. Smyčkov, carico del suo ingombrante strumento, percorre a piedi un sentiero che costeggia un fiume. È un caldo pomeriggio estivo, e Smyčkov decide di fare un bagno nel fiume. Allontanatosi a nuoto qualche centinaio di metri, Smyčkov vede, sulla sponda opposta, una graziosa fanciulla con una canna da pesca in mano. Smyčkov è incantato da quella visione e, accortosi che la fanciulla si è assopita, attacca all'amo un mazzolino di fiori campestri. Quando, poco dopo, ritorna al punto in cui si era immerso, Smyčkov scopre che ignoti ladri si sono impossessati di tutti i suoi averi, tranne del contrabbasso e del cappello a cilindro. Timoroso di offendere la morale a causa della sua nudità, Smyčkov si nasconde dietro un cespuglio sotto un ponticello con la speranza di poter ottenere in seguito da qualche passante qualche indumento con cui coprirsi.
Nel frattempo anche la fanciulla, in realtà la figlia del principe Bibulov, si sveglia. Si accorge che l'amo della sua canna da pesca è agganciato a qualcosa, si spoglia e si tuffa nel fiume per disincagliarlo. Ma, una volta ritornata a riva anche la fanciulla non trova più i suoi vestiti. Disperata, per nascondere la sua nudità si reca anch'essa sotto un ponticello, lo stesso in cui si è nascosto Smyčkov. Quando la fanciulla si accorge della presenza di un uomo senza indumenti, dapprima si spaventa e sviene. Smyčkov la fa rinvenire, tranquillizza e le offre come nascondiglio la custodia del contrabbasso. Scesa la notte, Smyčkov si incammina verso una fattoria alla ricerca di aiuto, portando sulle spalle la custodia con dentro la giovane. Lungo la strada, Smyčkov vede due individui con in mano degli involti. Convinto che siano i ladri degli indumenti, Smyčkov posa a terra la custodia e si lancia all'inseguimento dei ladri.
Poco dopo due colleghi di Smyčkov, i quali si stanno recando anch'essi nella villa del principe Bibulov per l'esecuzione musicale, si imbattono in un oggetto che riconoscono essere la custodia del contrabbasso di Smyčkov. Convinti che vi sia dentro lo strumento musicale di Smyčkov, i due decidono di portarla nella villa del principe, dove prima o poi sarebbe giunto anche il suonatore di contrabbasso. Giunti alla villa i due, ignari del contenuto, lasciano la custodia nel posto che avrebbe dovuto occupare lo strumento di Smyčkov. La custodia richiama però l'attenzione dell'aristocratico fidanzato della principessina Bibulova il quale, suonatore dilettante di contrabbasso, decide di mostrare agli invitati la sua abilità di virtuoso; apre perciò la custodia. Quanto a Smyčkov, ritornato al ponticello dopo aver inseguito inutilmente i presunti ladri, non trova più la custodia con la principessina. Disperato, giura di non aver pace finché non l'avrà ritrovata. Dopo oltre un anno da quegli eventi, i contadini narrano che nei pressi del ponticello si può vedere di notte un uomo completamente nudo, tranne un cilindro sulla testa, e che talora si sentono le note gementi di un contrabbasso.

## Storia
Il romanzo del contrabbasso fu pubblicato per la prima volta sul numero 23, 7 giugno 1886 del settimanale umoristico e letterario Oskolki (in russo Осколки?, Oskolki, in lingua italiana: Frammenti o Schegge) diretto da Nikolaj Aleksandrovič Lejkin. Čechov utilizzò lo pseudonimo di Antoša Čechontè. Il romanzo del contrabbasso fu poi pubblicato nell'edizione delle Opere di Čechov dell'editore A. F. Marks (Polnoe sobranie sočinenij A.P. Čechov, Sankt-Peterburg: Izdanie A. F. Marksa, 1886, Vol. V (Racconti umoristici).

## Edizioni
- Antoša Čechontè, «in russo Роман с контрабасом?, Roman s kontrabasom (Il romanzo del contrabbasso)», Oskolki numero 23, 7 giugno 1886, pp. 4-5
- Anton Cekof, Il romanzo del contrabbasso: romanzo; traduzione di M. Rossi, Milano: Minerva, 1934
- Anton Pavlovič Čehov, Caccia tragica: racconti (1886-1888), a cura di Eridano Bazzarelli, Coll. I grandi scrittori di ogni paese, Serie russa, Tutte le opere di Čechov, Milano: Mursia, 1963
- Anton Čechov, Tutti i racconti; introduzione e traduzione di Alfredo Polledro, Milano: Biblioteca Universale Rizzoli, 1975
- Anton Pavlovič Čechov, Racconti umoristici; traduzione dal russo di Alfredo Polledro; postfazione di Caterina Graziadei, Roma: E/O, 1991, ISBN 88-7641-111-9
- Anton Čechov, Trittico cechoviano; traduzione e scritto introduttivo di Angelo Pagani, Mozzo: Dalla costa, 2005, ISBN 88-89759-01-1. Contiene: Romanzo con contrabbasso; Lo zufolo; Il violino di Rotšil'd
- Anton Cechov, Racconti umoristici; lettura di Massimo Malucelli; traduzione di Alfredo Polledro, Zovencedo: Il Narratore audiolibri, 2011, ISBN 978-88-97301-03-5

## Adattamenti
- Il romanzo del contrabbasso (Роман с контрабасом) - film muto del 1911 diretto dal regista russo Kaj Ganzen[3]. Storicamente, è il primo film ad essere stato tratto da un'opera di Čechov[4][5]
- Il romanzo del contrabbasso (Román s basou) - film animato del 1949 diretto dal regista ceco Jiří Trnka[6]
- Il romanzo del contrabbasso (Roman sa kontrabasom) - film iugoslavo per la televisione del 1973 diretto dal regista Zdravko Šotra[7]
- Il contrabbasso - opera in un atto e tre scene, libretto di Mario Mattolini e Mauro Pezzati, musica di Valentino Bucchi. Prima rappresentazione: Firenze, Teatro comunale, 20 giugno 1954[8]